# 兜神社 (東京都中央区)
兜神社（かぶとじんじゃ）は、東京都中央区日本橋兜町の神社。御朱印は近隣の日本橋日枝神社で得ることができる。

## 歴史
1878年（明治11年）に創建された。東京株式取引所（現東京証券取引所）の関係者によって創建された。そういう経緯から日本証券界の鎮守となっている。
1927年（昭和2年）、若干位置をずらして現在地に移転した。1971年（昭和46年）、首都高速道路江戸橋ジャンクション建設で解体していた社殿を新築した。

## 兜岩
境内には、「兜岩」とよばれる岩がある、この岩が「日本橋兜町」の地名の由来である。
なぜ兜岩と呼ばれるのかは諸説あり、以下の説がある。
1. 940年（天慶3年）、承平天慶の乱で平将門を討ち取った藤原秀郷が、岩がある当地で将門の兜を地中に埋めて供養した。
2. 1051年（永承6年）、前九年の役に出征する源義家が、この岩に兜をかけて戦勝祈願をした。
3. 1087年（寛治元年）、後三年の役で凱旋帰還する源義家が、岩がある当地で記念に自分の兜を地中に埋めた。

## 交通アクセス
- 茅場町駅より徒歩6分。

## ギャラリー

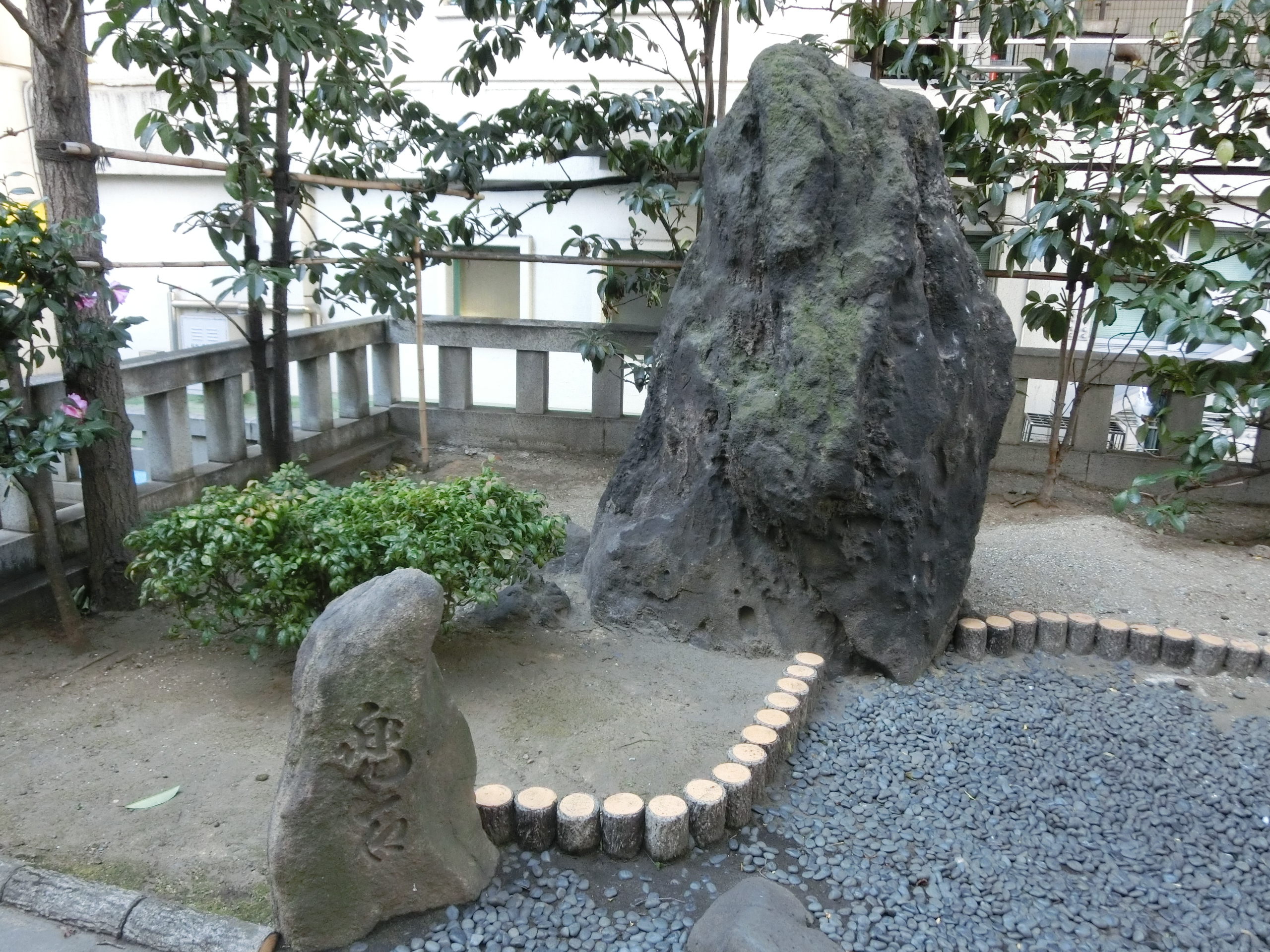
兜岩